# La Prédiction
La Prédiction est le 4e épisode de la saison 7 de la série télévisée Buffy contre les vampires.

## Résumé
Alors que Buffy reçoit des lycéens dans le cadre de son travail de conseillère d'éducation, elle est intriguée par une jeune fille, Cassie Newton, qui lui parle de sa propre mort toute proche. Buffy tente de la rassurer en pensant qu'il ne s'agit que d'une dépression passagère. Mais très vite, elle se rend compte que l'adolescente est dotée d'un don très rare - la précognition - et qu'elle est effectivement en danger de mort. Buffy charge Dawn de se rapprocher de Cassie pour la surveiller alors qu'elle-même mène son enquête. Cassie voit clair dans le jeu de Dawn mais toutes les deux deviennent vraiment amies.
Cassie est finalement enlevée par un groupe de lycéens qui se livrent à des pratiques occultes et veulent la sacrifier à un démon qui les récompensera par des richesses. Durant le rituel, Buffy, qui avait pris la place de l'un d'entre eux, se révèle à eux. Avec l'aide de Spike, elle se débarrasse du démon et de ses adorateurs. Cassie, que Spike a délivré, prédit alors au vampire qu'elle le « lui dira un jour ». Alors que Buffy raccompagne Cassie, un piège avec une arbalète manque de tuer la jeune fille mais Buffy attrape le carreau en plein vol, pensant l'avoir définitivement sauvée. C'est alors que Cassie s'écroule par terre, raide morte. Buffy apprend le lendemain que Cassie avait une maladie cardiaque congénitale et qu'il y a certaines choses contre lesquelles on ne peut lutter.